# ジョゼップ・セニェ
ジョゼップ・セニェ・エスクデロ（Josep Señé Escudero、1991年12月10日 - ）は、スペイン・カタルーニャ州サン・クガ・ダル・バリェス出身のサッカー選手。ラシン・フェロル所属。ポジションはMF。

## クラブ経歴
カタルーニャ州のサン・クガ・ダル・バリェスに生まれ、2010年にタラサFCでキャリアをスタートさせた。翌年7月、レアル・マドリードのCチームに加入した。
2012年7月30日、セグンダ・ディビシオンBのレアル・オビエドに1シーズンの契約でレンタル移籍された。翌年7月5日、レンタル元であるレアル・マドリードからオビエドへの完全移籍が発表された。
2015年1月24日、オビエドを退団してセルタ・デ・ビーゴに移籍し、Bチームへと登録された。
2015年7月29日、セルタのトップチームに登録された。同年11月28日、スポルティング・デ・ヒホンとの試合でラ・リーガデビューを果たした。
2017年7月20日、セグンダ・ディビシオンに所属するクルトゥラル・レオネサに移籍した。2019年7月10日、新たにラ・リーガへと昇格してきたRCDマジョルカと3年契約を交わした。しかし、マジョルカでの出番は限られ、公式戦8試合のみの出場に終わり、クラブもセグンダへと降格してしまった。
2020年8月14日、2020-21シーズンはCDカステリョンへとレンタル移籍をした。セニェはレギュラーとしてプレーしたものの、クラブはプリメーラ・ディビシオンRFEFへ降格となった。
2021年8月3日、CDルーゴに2年契約で移籍した。
2023年7月4日、ラシン・フェロルに移籍した。